# Jesper Andersen
Jesper Andersen (født 31. maj 1979) er en dansk tidligere fodboldspiller.
Forsvarsspilleren har spillet for OB, AGF, Viborg FF og senest FC Hjørring..

## Klubkarriere
I 2008 stoppede Jesper Andersen karrieren på grund af skader. Året efter kom han dog i så god form, at han stillede op for FC Hjørring der på daværende tidspunkt spillede i 2. division. Efter blandt andet en oprykning og en tid som spillende assistenttræner, indstillede han i september 2011 karrieren, da skader endnu en gang satte en stopper for fodboldspillet. Han fik efterfølgende et job i det private erhvervsliv.
Han nåede i alt at spille 167 kampe og score 3 mål i Superligaen.

## Trænerkarriere
Efter karrierestoppet er Jesper Andersen blevet træner i serie 3-klubben Møldrup/Tostrup IF, hvor han danner trænerduo med den tidligere Superligaspiller Thomas Andie.